# هيرويوكي إغاراشي
هيرويوكي إغاراشي (باليابانية: 五十嵐 広行 ) (و. 1969  م) هو راقص، ومنتج أسطوانات ياباني، ولد في كاناغاوا.

## روابط خارجية
- هيرويوكي إغاراشي على موقع ميوزك برينز (الإنجليزية)